# Женщины в саду
«Женщины в саду» (фр. Femmes au jardin) — картина, написанная французским художником Клодом Моне в 1866 году, когда ему было 26 лет. Место действия — сад дома, который он снимал. Его спутница и будущая жена Камилла Донсье позировала для этой картины. Моне закончил работу в помещении и использовал журнальные иллюстрации для изображения модной одежды.

## Описание
Выставленная на Парижском салоне 1866 года, картина Моне «Дама в зелёном» получила широкое признание несмотря на то, что она была написана во вполне традиционном стиле. На картине была изображена 19-летняя Камилла Донсье (фр. Camille Léonie Doncieux). В апреле Моне снял дом с садом возле железнодорожной станции Ville d’Avray в парижском предместье Севр (фр. Sèvres) и начал работать над крупномасштабной картиной с людьми на открытом воздухе — этим сюжетом Моне был давно увлечён. Камилла Донсье стала моделью для трёх женщин на создаваемой картине.
Полотно, над которым работал Моне, было настолько громоздким, что для написания верхней части художнику пришлось опускать его в яму с помощью лебёдки с блоком. Гюстав Курбе, посещавший Моне в то время, был поражён этой конструкцией. Моне писал листву только при ярком солнечном свете, чтобы наиболее точно передать игру света и тени. Моне не был очень заинтересован в изображении женских тел или передаче их настроения. Женщины на картине выглядят стилизованными, что ещё более подчёркивает тончайшие нюансы освещения. Маленькие пятнышки света покрывают две фигуры в левой части полотна. Резкие тени выделяются на одежде сидящей женщины, её лицо освещено только голубым отражением от платья. Контраст между освещёнными и затенёнными областями доведён до крайности.
Моне в то время находился в начале своей карьеры, экспериментируя с методами и предметами. Его ранние картины пользовались успехом в парижских салонах, но «Женщины в саду» была отвергнута в 1867 году из-за слабости сюжета и повествования. Салон также был обеспокоен тяжелыми мазками Моне — стилем, который, конечно же, станет одной из отличительных черт импрессионизма. Один из судей заметил: «Слишком много молодых людей не думают ни о чем, кроме как продолжать двигаться в этом отвратительном направлении. Пришло время защитить их и спасти искусство!». Картина была куплена коллегой-художником Фредериком Базилем, чтобы поддержать Моне в то время, когда у него не было денег.
Моне был вынужден покинуть дом в Севре в конце лета, спасаясь от кредиторов, и, по слухам, изрезал тогда около 200 своих картин. Однако даже повреждённые части около 50 картин были проданы за 30 франков каждая. Из-за финансовых проблем Моне не мог себе больше позволить покупать материалы для работы. Ему приходилось счищать краску со старых картин, чтобы снова использовать полотна. «Женщины в саду» остались нетронутыми, так как он намеревался их выставить на Салоне 1867 года, однако жюри не приняло картину.
К 1921 году Клод Моне стал известным художником и французское правительство пожелало купить «Женщин в саду». Моне получил за картину 200 тысяч франков.